# Hard Rock Stadium
El Hard Rock Stadium és un estadi multiesportiu ubicat al suburbi nord-americà de Miami Gardens, al nord de Miami, Florida. L'estadi és la seu dels equips professionals Miami Dolphins de futbol americà i Florida Marlins de beisbol. També és seu de partits universitaris de lacrosse i de futbol americà, incloent l'Orange Bowl.
L'estadi ha acollit sis Super Bowls (XXIII, XXIX, XXXIII, XLI, XLIV i LIV), la Pro Bowl de 2010, dues Sèries Mundials de beisbol (1997 i 2003), quatre partits del Campionat Nacional de la BCS (2001, 2005, 2009 i 2013), la segona ronda del Clàssic Mundial de Beisbol de 2009 i l'esdeveniment de lluita lliure professional WrestleMania XXVIII.
L'1 d'abril de 2012, l'estadi va acollir WrestleMania XXVIII, el principal esdeveniment de lluita lliure professional de la WWE. Va ser la segona edició de WrestleMania que se celebrava a Florida i la tercera que se celebrava completament a l'aire lliure.
Al Hard Rock es van disputar dos partits de pretemporada de la International Champions Cup 2017, un d'ells El Clàssic entre el Barcelona i el Reial Madrid. El Barcelona va guanyar 3-2 en el segon Clàssic que es disputava fora d'Espanya. Van assistir-hi partit 66.014 persones, superant l'aforament actual.